# Ogłoszenie matrymonialne
Ogłoszenie matrymonialne – polski, czarno biały krótkometrażowy film komediowy i obyczajowy, utrzymany w tonacji lirycznej i kameralnej z 1972 roku, w reżyserii Zbigniewa Chmielewskiego, zrealizowany przez Zespół Filmowy Nike, poruszający problem społeczny osób samotnych, próbujących poznać partnera za pomocą ogłoszeń matrymonialnych.

## Charakterystyka filmu
Inspiracją twórców tego filmu, (m.in. reżyserii i scenariusza – Zbigniewa Chmielewskiego oraz Henryka Czarneckiego) były osoby zamieszczające ogłoszenia matrymonialne oraz ich perypetie, dające widzowi okazję do przemyśleń nad tą grupą ludzi oraz ich zachowaniami. W filmie ukazano różne postawy kandydatek odpowiadających na tego typu ogłoszenia, kontrastując ich charaktery i typy zachowań. Film trwający nieco ponad 52 minuty powstał w 1972 na zamówienie Telewizji Polskiej, w Zespole Filmowym Nike na taśmie czarno białej (formatu standardowego 4:3), a wyprodukowała go Wytwórnia Filmów Fabularnych w Łodzi . Plenerami gdzie tworzono sceny do tego filmu były trzy miasta: Łódź, Wrocław (Dworzec Główny i jego okolice)  oraz Łowicz (peron na stacji Łowicz Główny). Premiera filmu odbyła się 22 lipca 1972, w Programie 1 Telewizji Polskiej o godzinie 16:00. 

## Opis fabuły
Kanwą filmu są doświadczenia młodego inżyniera, który daje ogłoszenia matrymonialne do gazety. Odpowiada na nie wiele kandydatek, spośród których usiłuje on wybrać sobie towarzyszkę życia. Każda z pań jest jednak pod jakimś względem niedoskonała. Tymczasem młoda listonoszka, która przynosi mu oferty, patrzy na niego coraz bardziej zainteresowanym spojrzeniem.

### Treść filmu
Spikerka telewizyjna zaprasza widzów do obejrzenia filmu „Ogłoszenie matrymonialne”, a następnie reporter przeprowadza sondaż uliczny na temat ludzi dających prasowe ogłoszenia matrymonialne, który stanowi rozwinięcie dalszej akcji filmu na przykładzie pewnego rozwiedzionego młodego mężczyzny, inżyniera technologa produkcji Fabryki Kosmetyków Pollena-Ewa w Łodzi. Postanawia on zamieścić w jednej z gazet następujące ogłoszenie:

Rozwiedziony, przystojny, lat 34, wyższe studia,

o artystycznej duszy i podobnych zainteresowaniach,

pozna przystojną, koniecznie z wdziękiem, wykształconą

do lat trzydziestu.

A następnie w oczekiwaniu na odpowiedź zainteresowanych jego ofertą pań, snuje marzenia o kobiecie, którą zamierza w ten sposób poznać. Jego wizję przerywa dzwonek u drzwi - listonoszki, która przynosi mu list polecony z ofertami. Po zapoznaniu się z listami pań oraz nawiązaniu korespondencji, wyrusza na umówione pierwsze spotkanie z Zofią, którą poznaje przy stoliku w kawiarni. Rozczarowany, jedzie pociągiem na kolejne spotkanie. W przedziale tego pociągu dostrzega młodą interesującą kobietę. W celu dodania sobie animuszu wypija w wagonie restauracyjnym Wars lampkę koniaku, ale kobieta w tym czasie wysiada na stacji Łowicz Główny. Po przyjeździe na miejsce spotyka kolejną panią w ogrodzie zoologicznym. Pani jednak po kilku chwilach rozmowy, mając w zanadrzu ofertę lekarza, postanawia go pożegnać. Następną panią, stomatolog zaprasza do swojego mieszkania w Łodzi. Ona jednak po przedstawieniu swoich planów ich wspólnego życia, niespodziewanie wyjeżdża przerażona jego niezdecydowaniem. Rozczarowany bohater filmu postanawia zamieścić drugie ogłoszenie, na które przychodzą kolejne odpowiedzi, które przynosi mu urokliwa listonoszka. Do umówionego spotkania z kolejną panią, tym razem magister dochodzi na dworcu kolejowym Wrocław Główny, po czym zainteresowani idą na spacer. Rozczarowany i tym razem bohater, wyskakuje z pędzącego tramwaju, opuszczając bez pożegnania kandydatkę. Jedzie następnie na kolejne spotkanie. Tym razem zostaje zaproszony do absolwentki technikum. Speszony jednak jej zasadniczym podejściem, opuszcza pod pozorem zakupu papierosów jej mieszkanie, po czym poznaje w Łodzi kolejną kandydatkę na dancingu, podobną do wymarzonej wcześniej kobiety. Ta jednak rozczarowana jego osobą wyprowadza go na pobliski cmentarz, gdzie opuszcza go rozmarzonego, siedzącego na ławce. Po uświadomieniu sobie, że kandydatka bezpowrotnie odeszła, wychodzi z cmentarza na przystanek autobusowy. Tu niespodziewanie rozpoznaje go listonoszka wracająca z lekcji muzyki. Pomiędzy nimi nawiązuje się interesująca rozmowa, kończąca sekwencję tego filmu. 

## Obsada aktorska
Poza głównym bohaterem, którego gra Tadeusz Borowski, pełniący również rolę narratora, w filmie zagrało również kilkunastu aktorów drugoplanowych oraz statystów. Warto dodać, że w rolę listonoszki wcieliła się ówczesna spikerka regionalnego oddziału Telewizji Polskiej w Poznaniu, Maria Wróblewska.
| Obsada aktorska filmu |                  |                                                                                                  |
| Lp.                   | Aktor            | Rola                                                                                             |
| 1.                    | Tadeusz Borowski | ogłoszeniodawca, inżynier technolog produkcji w Fabryce Kosmetyków Pollena-Ewa w Łodzi, narrator |
| 2.                    | Hanna Maria Giza | magister, kandydatka spotkana na dworcu kolejowym Wrocław Główny                                 |
| 3.                    | Ilona Kuśmierska | interesująca kobieta z pociągu, wysiadająca na stacji Łowicz Główny                              |
| 4.                    | Marta Lipińska   | wymarzona, „romantyczna kandydatka”, poznana w Łodzi                                             |
| 5.                    | Teresa Lipowska  | technik, „zasadnicza kandydatka”                                                                 |
| 6.                    | Anna Milewska    | stomatolog, „racjonalna kandydatka”, poznana w Łodzi                                             |
| 7.                    | Ewa Wiśniewska   | Zofia, pierwsza kandydatka                                                                       |
| 8.                    | Maria Wróblewska | spikerka telewizyjna, listonoszka z Urzędu Pocztowego w Łodzi                                    |
| 9.                    | Jolanta Zykun    | kandydatka w ZOO                                                                                 |
| 10.                   | Jan Zdrojewski   | kelner w wagonie restauracyjnym „Wars”                                                           |
| 11.                   | Henryk Czarnecki | dziennikarz przeprowadzający sondaż uliczny                                                      |
| 12.                   | Jolanta Bolewska | starsza współpasażerka z przedziału pociągu                                                      |

## Informacje dodatkowe
- Główny bohater filmu podczas tańca na dancingu ze spotkaną wymarzoną kandydatką próbuje recytować wiersz Juliusza Słowackiego „Hymn o zachodzie słońca na morzu”[5].
- Podczas spotkania z pierwszą kandydatką Zofią, główny bohater przyznaje, że był na delegacji w Rzymie, lecz okazuje się, że chodzi tu – tak naprawdę – o polską jedyną miejscowość o takiej samej nazwie Rzym, leżącą obecnie w województwie kujawsko-pomorskim.